# Автомобильные дороги Беларуси
Автомобильная дорога Беларуси — комплексное сооружение, предназначенное для движения с установленными скоростями, нагрузками и габаритами автомобилей и иных наземных транспортных средств, а также земельные участки, предоставленные для размещения объектов, входящих в состав этого сооружения.
Правовые, экономические и организационные основы регулирования отношений, связанных с осуществлением дорожной деятельности, обеспечением сохранности автомобильных дорог, улучшением их технического уровня и эксплуатационного состояния, пользованием автомобильными дорогами, в целях удовлетворения потребностей экономики и населения в транспортных услугах определяются Законом Республики Беларусь от 2 декабря 1994 г. № 3434-XІІ «Об автомобильных дорогах и дорожной деятельности».

Строительные нормы СН 3.03.04-2019 устанавливают требования к проектированию, возведению, реконструкции и капитальному ремонту автомобильных дорог общего пользования I-V категорий (кроме внутренних дорог промышленных предприятий, лесохозяйственных и временных дорог). Требования технического кодекса установившейся практики ТКП 45-3.03-96-2008 распространяются на автомобильные дороги низших категорий (VI-а и VI-б), а также внутрихозяйственные и подъездные автомобильные дороги сельскохозяйственных предприятий с интенсивностью движения менее 100 транспортных единиц в сутки.

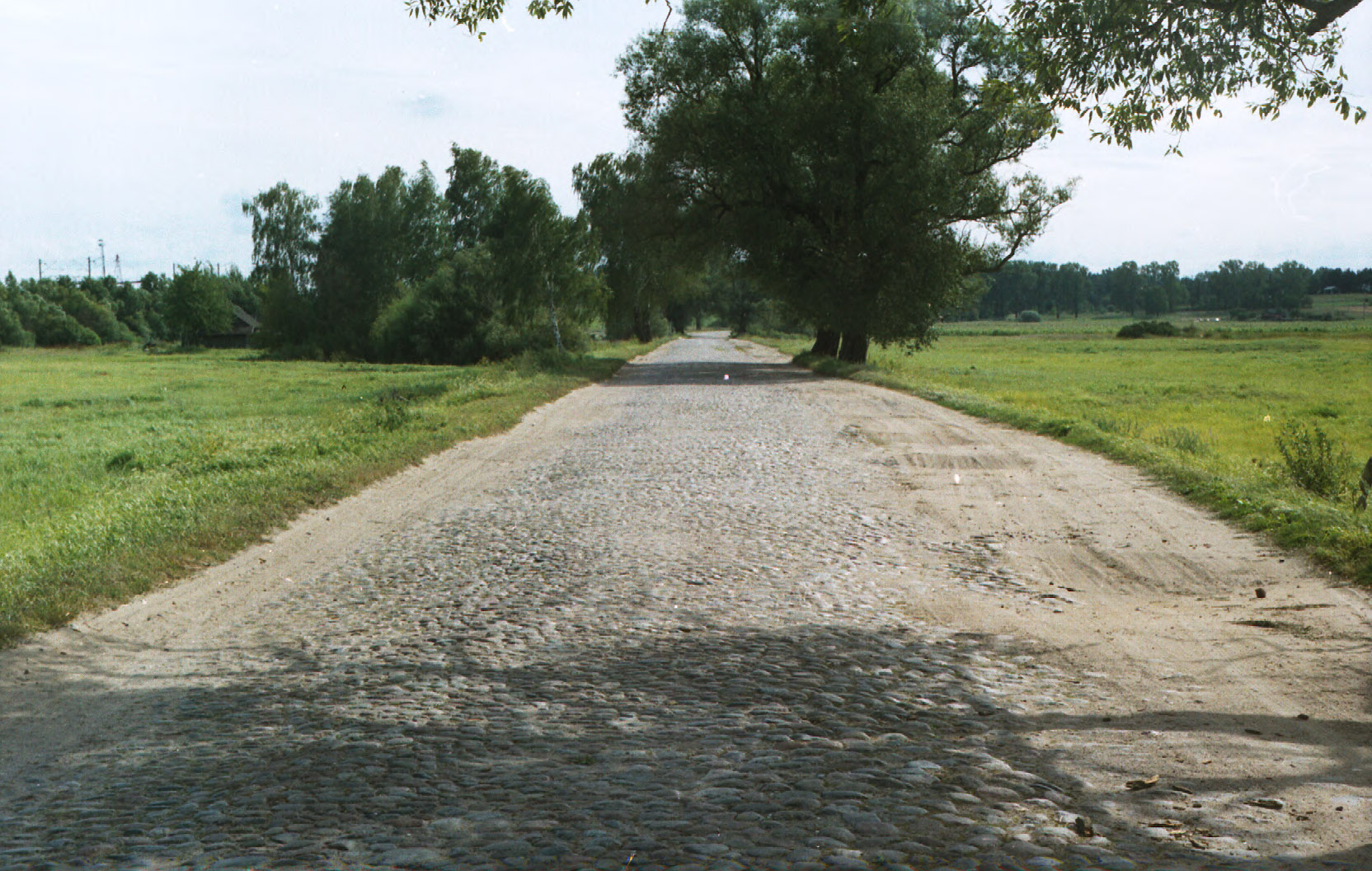

Владельцами автомобильных дорог могут быть Республика Беларусь, её административно-территориальные единицы, юридические и физические лица, в собственности которых находятся автомобильные дороги, а также юридические лица, за которыми автомобильные дороги закреплены на праве хозяйственного ведения или оперативного управления.
Республиканским органом государственного управления в области автомобильных дорог и дорожной деятельности является Министерство транспорта и коммуникаций Республики Беларусь.
Всего в Беларуси более чем 94 тыс. км автомобильных дорог общего пользования и около 200 тыс. км ведомственных (сельскохозяйственных, промышленных предприятий, лесных и др.), в том числе 10 тыс. км улиц городов, поселков и сельских населенных пунктов. При этом плотность загородных автомобильных дорог с твёрдым покрытием пока довольно низкая — 337 км на 1000 км² территории, — для сравнения: в европейских странах с развитой сетью автомобильных дорог этот показатель равен в среднем 906 км.

## Классификация автомобильных дорог

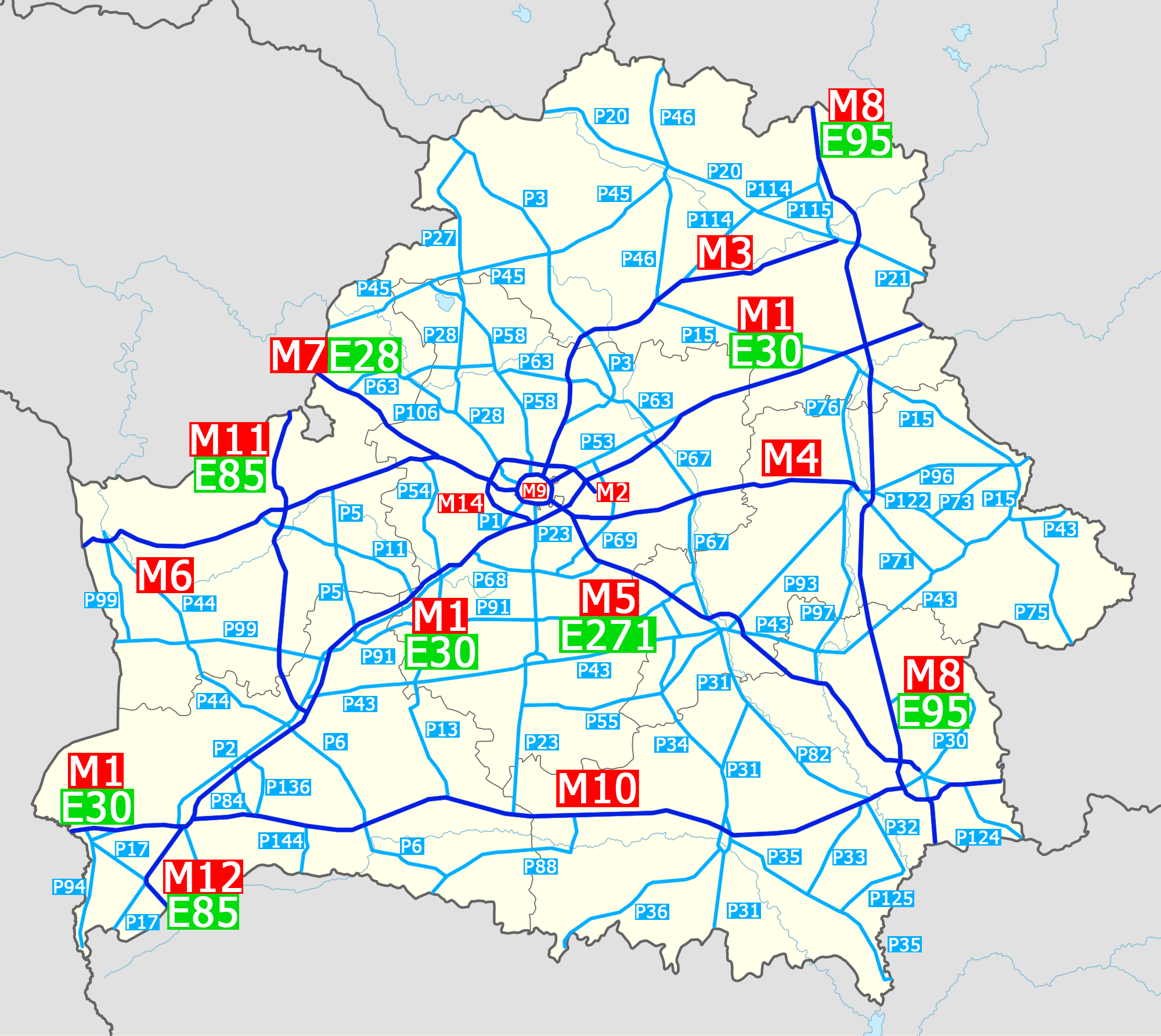
Схема основных автомобильных дорог Беларуси

В зависимости от функционального назначения автомобильные дороги Беларуси подразделяются на республиканские и местные.
К республиканским автомобильным дорогам относятся:
- Автомобильные дороги на территории Беларуси, включенные в сеть международных автомобильных дорог (европейской транспортной системы), дороги, соединяющие столицу Республики Беларусь Минск с административными центрами областей, Национальным аэропортом «Минск» и административные центры областей между собой (магистральные автомобильные дороги);
- Автомобильные дороги, соединяющие административные центры областей с административными центрами районов;
- Автомобильные дороги, соединяющие административные центры районов между собой по одному из направлений;
- Автомобильные дороги, соединяющие города областного подчинения с административным центром области, на территории которой эти города расположены;
- Автомобильные дороги, соединяющие спортивные комплексы, заповедники, национальные парки, исторические памятники, памятники природы и культуры, курортные зоны, имеющие республиканское значение, с Минском;
- Автомобильные дороги, соединяющие административные центры областей с аэропортами, находящимися вне городской черты этих административных центров;
- Автомобильная дорога соединяющая от республиканских автомобильных дорог до железнодорожных станций (внеклассным и I класса), расположенная за пределами границ городов, поселков и сельских населенных пунктов, до международных и до межгосударственных пунктов пропуска через Государственную границу Республики Беларусь.

К местным автомобильным дорогам относятся автомобильные дороги низшей категории, обеспечивающие транспортные связи между:
- административных центров сельсоветов, городов районного подчинения, городских, курортных и рабочих посёлков, сельских населённых пунктов с административными центрами районов, на территории которых они размещены, а также городов районного подчинения, городских, курортных и рабочих посёлков между собой и с ближайшими железнодорожными станциями, аэропортами, речными портами и пристанями вне городской черты;
- мест массового отдыха, туризма, спортивных комплексов, курортов, больниц, школ-общежитий, домов отдыха, оздоровительных лагерей, кладбищ, исторических памятников, памятников природы и культуры с административными центрами областей и районов, на территории которых находятся эти объекты, а также с ближайшими железнодорожными станциями, аэропортами, речными портами, пристанями и республиканскими автомобильными дорогами;
- административных центров сельсоветов между собой, сельских населённых пунктов в том числе улицы, которые проходят в границах этих населённых пунктов и являются продолжением автомобильных дорог для сохранения ширины поперечного профиля (земляного полотна) автомобильных дорог;
- Улицы и проезды районов индивидуального жилищного строительства, размещённых в сельской местности, и садоводческих товариществ.

К автомобильным дорогам необщего пользования относятся автомобильные дороги, предназначенные для внутрихозяйственных и технологических перевозок, служебные и патрульные автомобильные дороги вдоль каналов, трубопроводов, линий электропередач, других коммуникаций и построек, а также служебные автомобильные дороги к гидротехническим и другим постройкам.
Особую категорию автомобильных дорог необщего пользования составляют автомобильные дороги, которые находятся в ведении Министерства обороны Республики Беларусь, Министерства внутренних дел Республики Беларусь и Государственного комитета пограничных войск Республики Беларусь. На эти дороги не распространяется действие Закона.

### Республиканские автомобильные дороги с литерой «М»
| Номер    | Маршрут |
| -------- | --- |
| М1 E 30  | Брест (Козловичи) — Минск — граница Российской Федерации (Редьки); до городов Брест, Пружаны, Кобрин, Дзержинск, аэропорту Брест                                                   |
| М2       | Минск — Национальный аэропорт Минск |
| М3       | Минск — Витебск; до Мемориального Комплекса Хатынь, г.п. Бешенковичи, г. Логойск, д. Малиновка                                                                                     |
| М4       | Минск — Могилёв; до аэропорта Могилев |
| М5 E 271 | Минск — Гомель; до городов Осиповичи, Бобруйск и Жлобин |
| М6 E 28  | Минск — Гродно — граница Республики Польша (Брузги); до городов Лида, Воложин, Гродно, аэропорта Гродно                                                                            |
| М7 E 28  | Минск — Ошмяны — граница Литовской Республики (Каменный Лог); до города Воложин |
| М8 E 95  | Граница Российской Федерации (Езерище) — Витебск — Гомель — граница Украины (Новая Гута); до городов Шклов, Могилёв, Быхов, Гомель, Орша, г. п. Копысь (до Р76), аэропорта Витебск |
| М9       | Кольцевая автомобильная дорога вокруг г. Минска (МКАД). 08.02.2013 года передана в ведение Мингорисполкома (как улица)                                                             |
| М10      | Граница Российской Федерации (Селище) — Гомель — Кобрин; до городов Пинск, Житковичи, Лунинец, Петриков, Гомель                                                                    |
| М11 E 85 | Граница Литовской Республики (Бенякони) — Лида — Слоним — Бытень; до санатория Радон                                                                                               |
| М12 E 85 | Кобрин — граница Украины (Мокраны) |
| М14      | Вторая кольцевая автомобильная дорога вокруг г. Минска (МКАД-2) |
| М15      | Кольцевая автомобильная дорога вокруг г. Могилёва (МКАД) |

### Республиканские автомобильные дороги с литерой «Р»
| Номер   | Маршрут |
| ------- | --- |
| Р1      | Минск — Дзержинск — подъезд к М1                                                                                         |
| Р2 E 85 | Столбцы — Ивацевичи — Кобрин                                                                                             |
| Р3      | Логойск — Зембин — Глубокое — граница Латвийской Республики (Урбаны)                                                     |
| Р4      | Барановичи — Ляховичи (до Р43); подъезд к городу Ляховичи                                                                |
| Р5      | Барановичи — Новогрудок — Ивье                                                                                           |
| Р6      | Ивацевичи — Пинск — Столин; подъезд к Р2                                                                                 |
| Р7      | Каменец — Жабинка — Федьковичи                                                                                           |
| Р8      | Лунинец — Пинск |
| Р9      | Высокое — Волчин — граница Республики Польша                                                                             |
| Р10     | Любча — Новогрудок — Дятлово                                                                                             |
| Р11     | Поречаны (от М6) — Новогрудок — Несвиж                                                                                   |
| Р12     | Несвиж — Клецк |
| Р13     | Клецк — Синявка — Ганцевичи — Лунинец                                                                                    |
| Р14     | Полоцк — Миоры — Браслав                                                                                                 |
| Р15     | Кричев — Орша — Лепель; подъезд к городу Горки                                                                           |
| Р16     | Тюхиничи — Высокое — граница Республики Польша (Песчатка)                                                                |
| Р17     | Брест — граница Украины (Олтуш); подъезд к городу Малорита                                                               |
| Р18     | Верхнедвинск — Шарковщина — Козяны                                                                                       |
| Р19     | Толочин — Крупки |
| Р20     | Витебск — Полоцк — граница Латвийской Республики (Григоровщина); подъезды к городам: Полоцку, Новополоцку, Верхнедвинску |
| Р21     | Витебск — Лиозно — граница Российской Федерации (Заольша)                                                                |
| Р22     | Орша — Дубровно — до М1 (Буда)                                                                                           |
| Р23     | Минск — Микашевичи; подъезды к городам: Слуцку, Солигорску                                                               |
| Р24     | Полоцк — Россоны |
| Р25     | Витебск — Сенно — Толочин                                                                                                |
| Р26     | Толочин — Круглое — Нежково                                                                                              |
| Р27     | Браслав — Поставы — Мядель; до границы Литовской Республики (Видзы)                                                      |
| Р28     | Минск — Молодечно — Нарочь; подъезды: до г. Вилейки, до дер. Гатовичи                                                    |
| Р29     | Ушачи — Вилейка |
| Р30     | Гомель — Ветка — Чечерск — Ямное                                                                                         |
| Р31     | Бобруйск (от М5) — Мозырь — граница Украины (Новая Рудня); до городов Бобруйск, Ельск, Мозырь (до Р36)                   |
| Р32     | Речица — Лоев |
| Р33     | Речица — Хойники |
| Р34     | Осиповичи — Глуск — Октябрьский — Озаричи                                                                                |
| Р35     | Калинковичи — Брагин — Комарин — граница Украины (Комарин); подъезд к городу Брагин                                      |
| Р36     | Мозырь — Лельчицы — Милошевичи — граница Украины (Глушкевичи)                                                            |
| Р37     | Михалки — Наровля — граница Украины (Александровка)                                                                      |
| Р38     | Буда-Кошелево (от М5) — Чечерск — Краснополье                                                                            |
| Р39     | Рогачёв — Жлобин (до М5)                                                                                                 |
| Р40     | Боровляны — Логойск; до комплекса «Озерный»                                                                              |
| Р41     | Слоним — Мосты — Скидель — граница Литовской Республики (Поречье); до дер. Лунно                                         |
| Р42     | Гродно — Гожа — граница Литовской Республики (Привалки)                                                                  |
| Р43     | Граница Российской Федерации (Звенчатка) — Кричев — Бобруйск — Ивацевичи (до Р2); до городов: Славгород, Чериков         |
| Р44     | Гродно — Ружаны — Ивацевичи                                                                                              |
| Р45     | Полоцк — Глубокое — граница Литовской Республики (Котловка)                                                              |
| Р46     | Лепель — Полоцк — граница Российской Федерации (Юховичи)                                                                 |
| Р47     | Свислочь — Порозово — Пружаны                                                                                            |
| Р48     | Ворняны — Ошмяны — Юратишки — Ивье; до границы Литовской Республики (Лоша)                                               |
| Р49     | Дымовщина (от Р20) — Шапуры (до М8) (юго-западный обход города Витебска)                                                 |
| Р50     | Мосты — Зельва — Ружаны                                                                                                  |
| Р51     | Острино — Щучин — Волковыск                                                                                              |
| Р52     | (от Р45 (Гоза)) — Островец — Ошмяны; подъезд к г.п. Островец                                                             |
| Р53     | Слобода — Новосады; до Кургана Славы                                                                                     |
| Р54     | Першаи — Ивенец — Столбцы — Несвиж                                                                                       |
| Р55     | Бобруйск — Глуск — Любань — Солигорск (до Р23); до города Солигорск                                                      |
| Р56     | Молодечно — Воложин |
| Р57     | Кучино — Любань — Ветчин (до М10)                                                                                        |
| Р58     | Минск — Калачи — Мядель                                                                                                  |
| Р59     | Логойск — Смолевичи — Червень — Марьина Горка                                                                            |
| Р60     | Купа — Занарочь — Брусы                                                                                                  |
| Р61     | Узда — Копыль — Гулевичи (через Старицу)                                                                                 |
| Р62     | Чашники — Бобр — Бобруйск (через Кличев)                                                                                 |
| Р63     | Борисов — Вилейка — Ошмяны                                                                                               |
| Р64     | Столбцы — Мир |
| Р65     | Заславль — Дзержинск — Озеро                                                                                             |
| Р66     | Калачи — Логойск |
| Р67     | Борисов — Березино — Бобруйск                                                                                            |
| Р68     | Пуховичи — Узда — Негорелое                                                                                              |
| Р69     | Смолевичи — Смиловичи — Правдинский — Шацк                                                                               |
| Р70     | Княжицы — Горки — Ленино — граница Российской Федерации (Дружная)                                                        |
| Р71     | Могилёв — Славгород |
| Р72     | Осиповичи — Свислочь |
| Р73     | Чаусы — Мстиславль — граница Российской Федерации (Коськово)                                                             |
| Р74     | Чериков — Краснополье — Хотимск — граница Российской Федерации (Горня)                                                   |
| Р75     | Климовичи (от Р43) — Костюковичи — граница Российской Федерации (Смольки); подъезд к городам Костюковичи, Климовичи      |
| Р76     | Орша — Шклов — Могилёв                                                                                                   |
| Р77     | Шклов — Белыничи (через Пригани)                                                                                         |
| Р78     | Олекшицы — Волковыск — Порозово — Пружаны (до Р81)                                                                       |
| Р79     | Кличев — Чечевичи |
| Р80     | Слобода — Паперня |
| Р81     | Пружаны — граница Республики Польша; до дер. Вискули                                                                     |
| Р82     | Октябрьский — Паричи — Речица; до г. Светлогорск                                                                         |
| Р83     | Брест — Каменец — Национальный парк «Беловежская пуща»; до города Каменец                                                |
| Р84     | Береза — Дрогичин |
| Р85     | Слоним — Высокое |
| Р86     | Богушевск (от М8) — Сенно — Лепель — Мядель                                                                              |
| Р87     | Витебск — Высокое (до М1)                                                                                                |
| Р88     | Житковичи — Давид-Городок — граница Украины (Верхний Теребежов)                                                          |
| Р89     | Лида — Трокели — Геранены — граница Литовской Республики (Геранены)                                                      |
| Р90     | Паричи — Красный Берег (до М5)                                                                                           |
| Р91     | Осиповичи — Барановичи; до Р11 (Рудовка)                                                                                 |
| Р92     | Марьина Горка — Старые Дороги                                                                                            |
| Р93     | Могилёв — Бобруйск |
| Р94     | Брест — граница Республики Польша (Домачево); до границы Республики Польша (Томашовка) до границы Украины                |
| Р95     | Лынтупы — Свирь — Сморгонь — Крево — Гольшаны                                                                            |
| Р96     | Могилёв — Рясна — Мстиславль; до города Чаусы, г.п. Дрибин                                                               |
| Р97     | Могилёв — Быхов — Рогачёв                                                                                                |
| Р98     | Граница Республики Польша (Песчатка) — Каменец — Шерешево — Свислочь; до города Каменец                                  |
| Р99     | Барановичи — Волковыск — Пограничный — Гродно; до границы Республики Польша (Берестовица), города Слоним                 |
| Р100    | Мосты — Большая Берестовица                                                                                              |
| Р101    | Пружаны — Береза |
| Р102    | Высокое — Каменец — Кобрин                                                                                               |
| Р103    | Клецк — Ляховичи |
| Р104    | Жабинка — Кобрин |
| Р105    | Ганцевичи — Логишин |
| Р106    | Молодечно — Сморгонь; до г. Сморгонь                                                                                     |
| Р107    | Несвиж — Тимковичи |
| Р108    | Барановичи — Молчадь — Дятлово                                                                                           |
| Р109    | Лиозно — Ореховск (до М8)                                                                                                |
| Р110    | Глубокое — Поставы — Лынтупы — граница Литовской Республики (Лынтупы); до границы Литовской Республики (Мольдевичи)      |
| Р111    | Бешенковичи — Чашники |
| Р112    | Витебск — Сураж — граница Российской Федерации (Стайки)                                                                  |
| Р113    | Сенно — Бешенковичи — Ушачи                                                                                              |
| Р114    | Городок — Улла — Камень                                                                                                  |
| Р115    | Витебск — Городок (до М8)                                                                                                |
| Р116    | Ушачи — Лепель |
| Р117    | Граница Российской Федерации (Кострово) — Кохановичи — Верхнедвинск                                                      |
| Р118    | Любоничи (от Р62) — Кировск                                                                                              |
| Р119    | Славгород — Никоновичи (до М8)                                                                                           |
| Р120    | Быхов — Белыничи |
| Р121    | Шклов — Круглое |
| Р122    | Могилёв — Чериков — Костюковичи                                                                                          |
| Р123    | Селец (от Р93) — Мосток — Дрибин — Горки                                                                                 |
| Р124    | Ветка — Добруш — Тереховка — граница Российской Федерации и граница Украины (Веселовка)                                  |
| Р125    | Лоев — Брагин |
| Р126    | Ельск — Наровля |
| Р127    | Кобрин — граница Украины (Дивин)                                                                                         |
| Р128    | Туров — Лельчицы — Словечно (до Р31)                                                                                     |
| Р129    | Гомель — аэропорт Гомель                                                                                                 |
| Р130    | Буда-Кошелево — Уваровичи — Калинино                                                                                     |
| Р131    | Калинковичи — Мозырь (до Р31)                                                                                            |
| Р132    | Граница Российской Федерации (Горбачево) — Россоны — Кохановичи                                                          |
| Р133    | Минск — Пансионат |
| Р134    | Большая Берестовица — Кваторы — Свислочь                                                                                 |
| Р135    | Ивье — Трокели — Радунь                                                                                                  |
| Р136    | Войтешин (от Р2) — Белоозерск — Хомск — Дрогичин                                                                         |
| Р137    | Раков — Ивенец — Дзержиново                                                                                              |
| Р138    | Чаусы — Славгород (до Р71)                                                                                               |
| Р139    | Хотимск — Родня |
| Р140    | Славгород — Краснополье                                                                                                  |
| Р141    | Белица — Желудок — Рожанка                                                                                               |
| P142    | Зельва — Деречин — Медвиновичи                                                                                           |
| P143    | Чаусы — Дрибин |
| Р144    | Иваново — граница Украины (Мохро)                                                                                        |
| Р145    | Гродно — Острино — Радунь — граница Литовской Республики (Дотишки)                                                       |
| Р146    | Ошмяны — Клевица — граница Литовской Республики (Клевица)                                                                |
| Р147    | Стытычево (от Р6) — Местковичи — Малая Вулька — Жидче — Невель — граница Украины (КПП Невель/КПП Прикладники, до Т-1805) |
| Р148    | Ельск — Махновичи (до Р36)                                                                                               |
| Р149    | Жлобин (от М5) — Светлогорск (до Р82)                                                                                    |
| Р150    | Хутор (от подъезда к г. Гомель) — Гомель (до ул. Мележа)                                                                 |

### Местные автомобильные дороги с литерой «Н» (Брестская область)
| Номер | Маршрут |
| ----- | --- |
| Н1    | Огаревичи — Чудин — граница Минской области до деревни Переволоки 2, до детского оздоровительного комплекса «Чайка» |
| Н2    | Городище — Куршиновичи — Ганцевичи                                                                                  |
| Н3    | Остров (от P13) — Большие Круговичи до деревни Куково-Бор, до деревни Локтыши, до кладбища деревни Мельники         |
| Н4    | Липск — Мальковичи — Задубье                                                                                        |
| Н5    | Хотыничи — Раздяловичи — Выгонощи до деревни Ясенево, до кладбища деревни Хотыничи                                  |
| Н6    | Денисковичи — Бобовище — Будча                                                                                      |
| Н7    | Южный обход г. Ганцевичи                                                                                            |
| Н8    | Борки — Новосёлки                                                                                                   |
| Н9    | Начь — Ясенец |
| Н10   | Остров — Крышиловичи                                                                                                |
| Н11   | Раздяловичи — Ясенево                                                                                               |
| Н12   | Любашево — Передел — Куково                                                                                         |
| Н13   | Любашево — Сукач |
| Н14   | Огаревичи — Красыничи — Шашки до деревни Огаревичи, до кладбища деревни Новые Огаревичи                             |
| Н15   | Куково — Малые Круговичи — Большие Круговичи                                                                        |
| Н16   | Остров — Малые Круговичи                                                                                            |
| Н17   | Огаревичи — Полонь                                                                                                  |
| Н18   | Лосино — Липово — Маково                                                                                            |
| Н134  | Малые Мотыкалы — Чернавчицы — Жабинка                                                                               |
| Н349  | Верховичи — Песчатка — пограничный пункт Песчатка                                                                   |
| Н429  | Черни — Бердичи — Большая Курница                                                                                   |

## Платные дороги
В Беларуси платными являются в общей сложности 1614 километров автодорог.
| Дорога                                                                    | Начало платного участка дороги, км | Конец платного участка дороги, км | Платный отрезок, км |
| ------------------------------------------------------------------------- | ---------------------------------- | --------------------------------- | ------------------- |
| М1 E 30 Брест (Козловичи) — Минск — граница Российской Федерации (Редьки) | 0                                  | 610                               | 610                 |
| М2 Минск — Национальный аэропорт Минск                                    | 15                                 | 42                                | 27                  |
| М3 Минск — Витебск                                                        | 9                                  | 40                                | 31                  |
| М4 Минск — Могилев                                                        | 16                                 | 192                               | 176                 |
| М5 E 271 Минск — Гомель                                                   | 21                                 | 295                               | 274                 |
| М6 E 28 Минск — Гродно — граница Республики Польша (Брузги)               | 12                                 | 58                                | 46                  |
| М6 E 28 Минск — Гродно — граница Республики Польша (Брузги)               | 211                                | 287                               | 76                  |
| М7 E 28 Минск — Ошмяны — граница с Литвой (Каменный Лог)                  | 58                                 | 148                               | 90                  |
| Р1 Минск — Дзержинск                                                      | 8                                  | 36                                | 28                  |
| Р21 Витебск — Лиозно — Граница Российской Федерации (Заольша)             | 10                                 | 53                                | 41                  |
| Р23 Минск — Слуцк — Микашевичи                                            | 10                                 | 100                               | 90                  |
| Р99 Барановичи — Волковыск — Пограничный — Гродно                         | 16                                 | 148                               | 120                 |

С 1 августа 2013 года в Беларуси действует электронная система сбора платы за проезд BelToll. Система платы за проезд BelToll работает на основе специализированной радиосвязи на коротких расстояниях (DSRC), используемой во многих странах. Эта технология позволяет оплачивать пользование дорогой без остановки транспортного средства в пунктах взимания дорожных сборов (возле шлагбаумов). Платить должны водители автомобилей с технически допустимой общей массой более 3,5 т независимо от страны регистрации, в том числе тяжелые джипы, такие как, например, Ford Excursion, Chevrolet Tahoe, Lincoln Navigator, Hummer H1 и H2, а также автомобилей с технически допустимой общей массой не более 3,5 т, зарегистрированные за пределами ЕврАзЭС. Для передвижения по платным дорогам необходимо получить бортовое устройство. Подробнее о системе можно узнать на официальном сайте www.beltoll.by